# Marie-José Pérec
Marie-José Pérec, född den 9 maj 1968 i Basse-Terre i Guadeloupe, är en fransk före detta friidrottare som tävlade i kortdistanslöpning. Hon tävlade både på 200 och på 400 meter, där hon under 1990-talet sammanlagt vann sju guld i OS-, VM och EM-sammanhang (inklusive två stafettguld).

## Biografi

### Bakgrund och genombrott
Pérec växe upp på västindiska Guadeloupe (del av Frankrike). 1984 upptäcktes löpartalangen av en besökande fransk friidrottstränare, varefter hon flyttade till Europa (den europeiska delen av Frankrike). Där placerade hon sig som tvåa på 200-metersloppet i franska juniormästerskapen. 1988 slog som 20-åring sitt första franska rekord på 400 meter med tiden 51,35 sekunder. Samma år debuterade hon i OS och avancerade där till kvartsfinal på 200 meter.
Pérecs genombrott kom vid EM i friidrott 1990 då hon blev trea på 400 meter, på tiden 50,84, slagen bara av östtyskorna Grit Breuer och Petra Schersing. Vid samma mästerskap deltog hon i det franska stafettlaget på 4 x 400 meter som blev femma. Vid VM året efter i Tokyo vann hon sitt första VM-guld på 400 meter med tiden 49,13 förre Breuer. 

### Dominans 1992–96
Vid Olympiska sommarspelen 1992 i Barcelona deltog Pérec på 400 meter där hon blev olympisk mästare efter att ha slagit den regerande mästaren Olga Vladikina-Brizgina i en spurt. Hennes tid i finalen blev 48,83. Hon deltog även i det franska stafettlaget på 4 x 100 meter som slutade fyra, bara fyra hundradelar från Nigeria som slutade trea. 
Vid VM 1993 i Stuttgart deltog hon på 200 meter och slutade fyra på tiden 22,20. Ytterligare en fjärde plats blev det vid samma mästerskap i stafett på 4 x 100 meter. Vid EM i Helsingfors 1994 blev det guld både på 400 meter och den långa stafetten på 4 x 400 meter. 
Vid VM 1995 deltog hon på 400 meter och vann sitt andra guld på distansen denna gång på tiden 49,28. Hon var därmed en av favoriterna inför Olympiska sommarspelen 1996 i Atlanta. Ett favoritskap hon förvaltade genom att vinna guld på både 200 meter och 400 meter. På 200 meter, var hennes 22,12 en tiondedel snabbare än tvåan Merlene Ottey. På 400 meter vann hon på det nya olympiska rekordet 48,25 förre Cathy Freeman.

### De sista löparåren
Vid VM 1997 tog hon sig vidare till semifinalen på 200 meter men valde väl där att stryka sig.  
Efter att inte ha tävlat på några år valde hon att delta vid Olympiska sommarspelen 2000 i Sydney. Men väl där lämnade hon spelen i protest utan att ha tävlat. Hon hävdade att hon blivit förföljd av den australiska pressen sedan hon anlänt till Sydney.

### Efter löparkarriären
Efter löparkarriären har hon bland annat ägnat sig åt familjeliv. Hon födde 30 mars 2010 sitt första barn, en son. Fadern är Pérecs sambo Sébastien Foucras.
Pérec är idag medlem av "Mästare för fred", en sammanslutning av mer än 70 elitidrottare som arbetar för fred genom idrotten. Gruppen är skapad av Peace and Sport, en Monaco-baserad internationell organisation.
21 oktober 2012 valdes Pérec till ordförande för Ligue Régionale d'Athlétisme de la Guadeloupe, det lokala friidrottsförbundet i departementet.
16 november 2013 valdes Pérec in i IAAF Hall of Fame. Tidigare samma år hade fått  Hederslegionens kors, av officersklassen; redan 1996 hade hon fått Hederlegionen av riddarklassen.
3 november 2013 deltog Marie-José Pérec i New York Marathon. Tio år efter att hon avslutat sin elitkarriär siktade hon på att klara 5-timmarsgränsen, vilket hon gjorde med åtta minuter till godo.
Tände olympiska elden i Paris 2024.

## Personliga rekord[5]

### Utomhus
- 100 m – 10,96 (27 juli 1991, Dijon  Frankrike)
- 200 m – 21,99 (2 juli 1993, Villeneuve-d'Ascq)
- 400 m – 48,25 (29 juli 1996, Atlanta)
- 400 m häck – 53,21 (16 augusti 1995, Zürich)

### Inomhus
- 200 m – 23,36 (4 mars 1989, Budapest)

## Källhänvisningar
1. ↑  Chasteaux, Laurent (1993-06-11): "Marie-José Pérec ou l SI ce jour-là deux garnements de Basse-Terre, Guadeloupe, n'ava". Humanite.fr. Läst 25 januari 2015. (franska)
2. 1 2 3 4 5  "Marie-José Pérec". Arkiverad 2 februari 2015 hämtat från the Wayback Machine. Sports-reference.com. Läst 25 januari 2015. (engelska)
3. 1 2  "Marie-Jo Pérec". Arkiverad 24 juni 2015 hämtat från the Wayback Machine. Peace-sport.org. Läst 25 januari 2015. (franska)
4. ↑  Förstasidan på L'Équipe 6 augusti 1992
5. 1 2 3  "MARIE-JOSÉ PEREC". Iaaf.org. Läst 25 januari 2015. (engelska)
6. 1 2  "Marie-José Pérec". Britannica.com. Läst 25 januari 2015. (engelska)
7. ↑  ”Marie-Jo Pérec”. Ina.fr. Arkiverad från originalet den 25 januari 2015. https://archive.is/20150125142624/http://www.ina.fr/video/VDD05006182. Läst 25 januari 2015.
8. ↑  "Marie-José Pérec : Pourquoi ça peut marcher". Athle.fr, Athlétisme, #458 (mars 2003). Läst 25 januari 2015. (franska)
9. ↑  Basse, Pierre-Louis (2012-07-27): "Marie-José Pérec, la gazelle qui triompha aux JO d'Atlanta". Lexpress.fr. Läst 25 januari 2015. (franska)
10. ↑  "PÉREC MARIE-JOSÉ (1968- )". Universalis.fr. Läst 25 januari 2015. (franska)
11. ↑  "MARIE-JOSÉ PÉREC". Olympic.org. Läst 25 januari 2015. (franska)
12. ↑  "Marie José Pérec". Larousse.fr. Läst 25 januari 2015. (franska)
13. ↑  "Jonah Lomu, Marie-José Pérec, Sebastien Loeb and Hicham El Guerrouj: sporting legends committed to peace". Arkiverad 28 september 2011 hämtat från the Wayback Machine. , 2010-02-12. Läst 25 januari 2015. (engelska)
14. ↑  
Cairo, Elodie (2012-10-23) (på franska), Le nouveau Comité Directeur de la LRAG, Ligue Régionale d'Athlétisme de la Guadeloupe, http://liguegua.athle.com/asp.net/espaces.news/news.aspx?id=115664
15. ↑  ”Pérec et Arron décorées de la Légion d'honneur” (på franska). L'Équipe. 9 oktober 2013. http://www.lequipe.fr/Athletisme/Actualites/Perec-et-arron-decorees/407718.
16. ↑  "Marie-Jo Pérec a bouclé le marathon de New York!". La1ere.fr, 2013-11-03/04. Läst 25 januari 2015. (franska)